# الهجوم على سفينة إترنيتي سي 2025
في 7 يوليو/تموز 2025، هاجم أنصار الله الحوثيون السفينة "إم في إترنيتي سي"، وهي ناقلة بضائع سائبة ترفع علم ليبيريا، في جنوب البحر الأحمر بمركبة سطحية مسيرة (USV) وصاروخ مضاد للسفن ، مما أسفر عن إصابة أكثر من 20 فردًا من أفراد الطاقم. تعرضت السفينة لأضرار بالغة، ثم هجرها طاقمها. غرقت السفينة بعد وقت قصير من الهجمات.
تم إنقاذ سبعة من أفراد الطاقم، وقتل ما لا يقل عن أربعة، وما زال 14 آخرون في عداد المفقودين.
وأعلنت الحوثيون استهداف السفينة "التي كانت متجهة إلى ميناء إيلات الإسرائيلي» بزورق مسير و6 صواريخ مجنحة وباليستية ما أدى إلى إغراقها بشكل كامل. ويُلقي كل من الاتحاد الأوروبي والولايات المتحدة باللوم على "الميليشيات المتحالفة مع إيران" في الهجوم.

## الهجوم
تعرضت السفينة إترنيتي سي لهجوم بطائرات بدون طيار تابعة للحوثيين وقذائف صاروخية أطلقت من زوارق صغيرة بعد ظهر يوم 7 يوليو 2025. وتعرضت السفينة لهجوم آخر في ليل يوم 8 يوليو 2025، مما أجبر الطاقم على القفز في الماء.
نُفِّذت عمليات بحث إنقاذ، ولا يزال مصير طاقم السفينة، المكون من 22 فردًا وفريق حراستها المكون من ثلاثة أفراد، غير واضح. أفادت وكالة رويترز بإصابة اثنين من أفراد الطاقم، ومقتل روسي وثلاثة فلبينيين في الهجوم وما تلاه.
وفقًا لإشعار صادر عن هيئة النقل البحري البريطانية (UKMTO) في 9 يوليو، تم إنقاذ خمسة من أفراد الطاقم منذ بدء عمليات البحث والإنقاذ خلال الليل. وذكرت وكالة رويترز أن من بين الذين تم إنقاذهم أربعة من أفراد الطاقم ومتعاقد أمن بحري خاص ، تم انتشالهم من الماء بعد أكثر من 24 ساعة في البحر. وفي وقت لاحق من ذلك اليوم، ووفقًا لصحيفة الغارديان، تم إنقاذ سبعة من أفراد الطاقم ولا يزال 14 آخرون في عداد المفقودين.